# 비욘드 미트
비욘드 미트(Beyond Meat, Inc.)는 에탄 브라운(Ethan Brown)이 2009년에 설립한 로스앤젤레스에 본사를 둔 식물성 대체육 생산업체이다. 이 회사의 초기 제품은 2012년 미국에서 출시되었다. 회사는 2019년에 상장하여 최초의 식물 기반 대체육 기업이 상장되었다.

## 같이 보기
- 임파서블 푸즈
- 비거니즘